# Télésiège du Colorado
Le Télésiège du Colorado est une remontée mécanique de la station de sports d'hiver française La Plagne.

## Histoire
Le télésiège a été construit en 1995 en remplacement de l'ancien télésiège Colorado 2 places (1969). C'est le deuxième télésiège 6 places de la station.
En 2012, la gare de départ du télésiège a été déplacée.

## Caractéristiques
Le télésiège a été construit par l'entreprise Poma.

## Sources
- TS le Colorado sur remontees-mecaniques.net
- Télésiège Colorado
- Site de La Plagne